# August Cappelen
Herman August Cappelen (1. maj 1827 i Skien – 8. juli 1852 i Düsseldorf) var en norsk landskabsmaler.
Barneårene, som han tilbragte på sin fædrenegaard »Holden« i Telemarken, lagde Grundlaget til den stærke Naturfølelse, der kom til at præge hans Kunst. Efter at være blevet student 1845 kom han til Kristiania, hvor han lærte Gude at kende. Efter kort
Tids Tegneundervisning hos denne, bestemte han sig til at blive Maler og rejste Høsten
1846, efter en Studietur sammen med Gude, til Düsseldorf, hvor han blev Prof. Schirmer’s
Elev. Ved et Sommerbesøg hjemme 1850 kom hans egen Personlighed først for Alvor til
Udfoldelse, og hans Produktion tilhører derfor væsentlig hans to sidste Leveaar.
Den sidste vinter malede han alle sine Hovedværker, de tre store Billeder i Kunstmuseet i Kria:
Skogtjern, Skoglandskap og Utdøende urskog, samt en »Høstmorgen«, der blev solgt i udlandet.
I disse melankolske, stemningsrige Værker er Cappelen en storstilet, fantasifuld Romantiker
af en langt yppigere og personligere Art end sine norske Samtidige. Hans Evner som
Kolorist kommer dog bedre til sin Ret i hans Fri-luftsstudier, oftest med Motiver fra Skoven;
her er han langt mere Naturalist. En Række af disse Studier findes i Kunstmuseet i Kria.
Ved sin Død stod C. netop i Færd med at blive en kendt Kunstner. Af den norske Romantiks
Landskabsmalere er C. ubetinget den betydeligste.